# إنجيل يعقوب

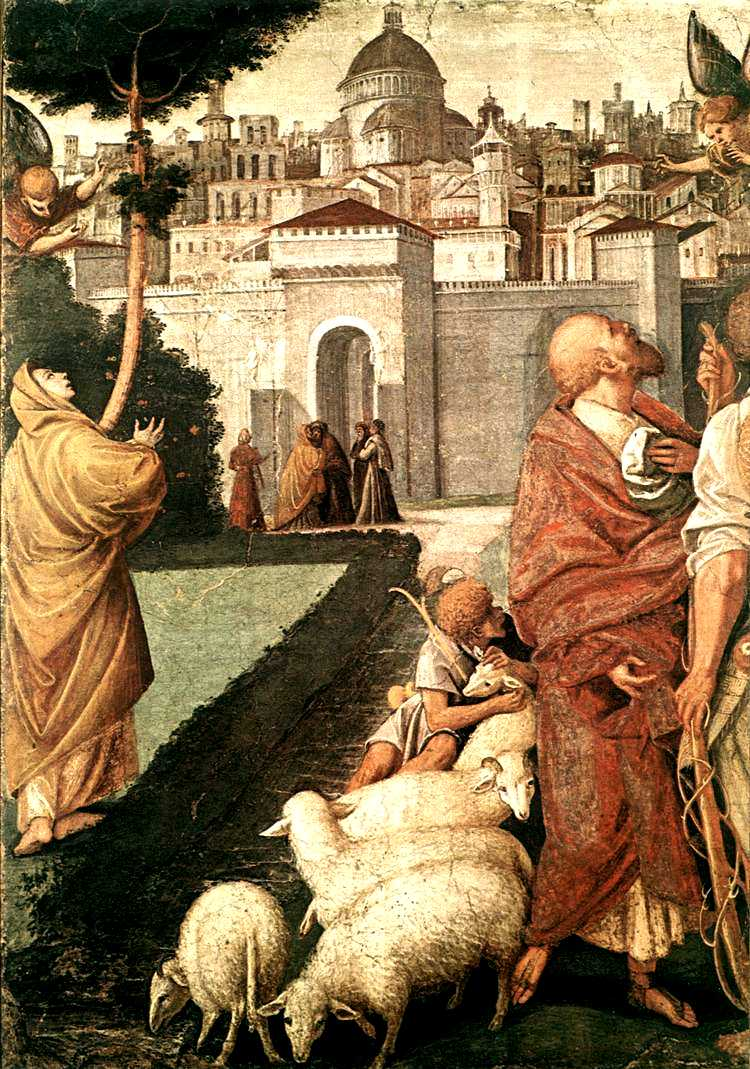
يواكيم وآنّا.

إنجيل يعقوب الأولي أو إنجيل يعقوب التمهيدي، ألّف في منتصف القرن الثاني، وهو ينتمي إلي مجموعة الأناجيل الأبوكريفا، وهي الأناجيل التي رفضتها الكنيسة واعتبرتها منحولة، ويذكر العلماء أن سبب وصفه بالأول أو التمهيدي يرجع إلى ذكر هذا الإنجيل للأحداث الأولية عن المسيح، منذ حمل مريم العذراء، فهو بذلك يمهد لقصة المسيح، وفي نفس الوقت يحاول كاتب هذا الإنجيل سد الفراغ في الأناجيل المعترف بها وذلك بذكر أحداث مهمة في حياة يسوع وأمه، تلك التي لم تذكر في الأناجيل القانونية.
إنجيل يعقوب التمهيدي له أكثر من اسم؛ وذكر اسمه في أقدم مخطوطة لهذا الإنجيل باسم ميلاد مريم وتلك مخطوطة بدمر ومن أسمائه تاريخ يعقوب ورواية يعقوب، بينما سجل في الترجمة السريانية باسم: «تاريخ يعقوب عن مولد كلية القداسة ودائمة البتولية والدة الله وابنها يسوع المسيح.»
ويقدّم الإنجيل نفسه على أنه من تأليف «يعقوب أخي الرب». روى إنجيل يعقوب حياة مريم. فمع أنّ حنة ويواكيم كبرا في السنّ، إلاّ أنّ الله منح تقواهما نسلاً في شخص مريم التي قُدّمت إلى الهيكل وظلّت هناك حتى السنة الثانية عشرة من عمرها. ثمّ خُطبت ليوسف الذي كان أرملاً وأبا لأولاد عديدين (محاولة لتفسير عبارة «إخوة يسوع» في الأناجيل القانونيّة). بعد ذلك يأتي خبر البشارة بشكل رواية (شكوك يوسف التي هدأت حين نُفّذ طقس «تقدمة الغيرة» المذكورة في عد 5 :11-31). ثمّ خبر ميلاد يسوع في بيت لحم (حيث لاحظت القابلة سالومة بتولية مريم حتى بعد الولادة). والهرب إلى مصر ومقتل زكريا أبي يوحنا المعمدان، بيد هيرودس.